# 가와시마촌 (나가노현)
가와시마촌(川島村)은 일본 나가노현 가미이나군에 설치되었던 촌이다. 현재의 다쓰노정에 해당한다.